# Altenberg Lieder
L'Altenberg Lieder (alemany: Fünf Orchesterlieder, nach Ansichtskartentexten von Peter Altenberg), Op. 4, per a mezzosoprano i orquestra, va ser compost per Alban Berg el 1911-12. Dues de les cançons es van estrenar sota la batuta del mestre de Berg, Arnold Schönberg al Musikverein de Viena el 31 de març de 1913. El concert, incloent altres obres, va donar lloc al que es va anomenar un Skandalkonzert (un escàndol musical), un enrenou durant la interpretació de les dues cançons de Berg. Els lieder es van escriure a partir de textos de postals (alemany: Ansichtskarten-Texten) escrit per un poeta vienès contemporani, Peter Altenberg (d'aquí el títol més utilitzat Altenberg Lieder). El contingut dels textos revela rostres tant turmentats com bonics de l'ànima humana, però també una expressió sensual d'amor i desig. L'orquestració de Berg està dissenyada per a una gran orquestra. La música està travessada per síncopes, ostinati i hi trobem el lirisme conflictiu molt present en la majoria de les obres de Berg.

## Estructura
Les cinc cançons són successives: 
1. Seele, wie bist du schöner
2. Sahst du nach dem Gewitterregen den Wald
3. Über die Grenzen des Alls
4. Nichts ist gekommen
5. Hier ist Friede

## Instrumentació
L'obra està escrita per a (mezzosoprano) i:
- 3 flautes (la 3 també toca el piccolo), 3 oboès (la 3 també trompa anglesa), 3 clarinets en Sib (la 3 també toca el clarinet petit en Mib), clarinet baix en Sib, 3 fagots
- la 3 també contrafagot);
- 4 trompetes en Fa, 3 trompetes en Fa, 4 trombons (la 1 també toca el trombó alt), una tuba (també contrabaix);
- timbals, percussió, un xilòfon, un glockenspiel, una arpa, una celesta, un piano, un harmònium;
- cordes: violins I i II, violes, violoncels, contrabaix.

## Discografia
- Margaret Price, soprano, amb l'Orquestra Simfònica de Londres, dirigida per Claudio Abbado (1971)
- Leontyne Price, soprano, amb la London Symphony Orchestra, dirigida per Claudio Abbado (1989)
- Brigitte Balleys, mezzosoprano, amb l'orquestra alemanya de Berlín, dirigida per Vladimir Ashkenazy (1993)
- Jessye Norman, soprano, amb la London Symphony Orchestra, dirigida per Pierre Boulez (1995)
- Christiane Iven, soprano, amb l'Orquestra Filharmònica d'Estrasburg, dirigida per Marc Albrecht (2009)